# Robert C. Priddy
Robert C. Priddy (* 1936) ist ein britisch-norwegischer Philosoph und Publizist.

## Leben und Arbeit
Er arbeitete und unterrichtete in den Fächern Philosophie und Soziologie an der Universität Oslo (1968–1985).
Priddy war 1983 Gründungsmitglied des norwegischen Ablegers der Organisation des indischen Gurus Sathya Sai Baba, und bis in die späten 1990er-Jahre hinein organisierte er mit seiner Frau maßgeblich die meisten Veranstaltungen der Sai-Baba-Gruppe in Oslo. Von 1986 bis 2000 war er zudem der nationale Koordinator der Sathya Sai Organisation in Norwegen.
Er schrieb das Buch „Source of the Dream. My Way to Sathya Sai Baba.“ und zwischen 1988 und 1998 viele Artikel für Sanathana Sarathi, die offizielle Zeitschrift der Sathya Sai Organization.
Nachdem er als Funktionär aus der Sathya Sai Organisation ausgeschieden war, kritisierte er im Jahr 2000 Sathya Sai Baba mit der Schrift „End of the Dream. The Sathya Sai Baba Enigma“ (veröffentlicht in Indien durch Basava Premanand). Er unterhält aufklärerische Web-Sites über Sathya Sai Baba und schreibt gelegentlich Beiträge für Indymedia-Veröffentlichungen.
Priddy ist emeritiert.

## Von anderen Forschern zitierte Arbeiten
Soziologische Forschung
Seine Arbeit „Objectivity and the Study of Human Society“, wird zitiert in „Sociologiska teorier“. Priddys soziologische Forschung wird zitiert in „Sosiologisk Årbok“.
Über Sathya Sai Baba
Priddys Arbeit ist zitiert in dem Buch „In Search of Sai Divine“, ebenso in „Tread Softly: Sathya Sai Baba's Teachings on Nature and the Environment“ und in Kevin Shepherds 2005 erschienener Veröffentlichung „Investigating the Sai Baba Movement“.

## Bibliographie

### Ausgewählte Veröffentlichungen von Robert Priddy

#### Bücher über Sathya Sai Baba
- Source of the Dream: My Way to Sathya Sai Baba. Red Wheel/Weiser, York Beach (Maine, USA) 1997, ISBN 978-1-57863-028-8 (301 S.).
  - Fonte de Sonho. Madras, Sao Paulo 2000, ISBN 85-7374-438-3 (portugiesisch, no.net).
- End of the Dream: the Sathya Sai Baba Enigma. Collected Articles of Robert Priddy (= Skeptic book club no 19.). Basava Premanand, Podanur, Tamilnadu 2004.

#### Beiträge
- Filosofisk Hjelpebok. Universitetsforlaget (Oslo University Press), Oslo 1975, ISBN 82-00-01479-7 (norwegisch, no.net).
- Kontrast, Articles, 1965–1970.
- Det Spaltede selv, foreword, R.D. Laing, 1968, Gyldendahl Forlag, Oslo
- "The Human Whole", Transfigural Mathematics, Vol. 1. No. 1., 2006
- No Bouquets to the Baba, Law Animated World, 15 December, 2005, Hyderabad
- The Fundamentalist Guru Trap Exploitation, Ragtime, Vol 10. No 7. Oslo.

#### Akademische Arbeiten
- Objectivity and the Study of Human Society: thesis dealing with the epistemological problems of the main social sciences. Oslo University 1968
- Behaviour, Intention & Meaning — Study of Research Principles on Meaningful Human Behaviour. Institute of Social Research, Oslo 1969 (62 pages )
- Forskningsorienteringer i Norsk Samfunnsvitenskap (Research Orientations in Norwegian Social Science): conclusions of a research project in the sociology of knowledge into Norwegian social research during the 1960s. Institute of Sociology. University Of Oslo, 1972 (20 pages )
- Communication & Understanding: textbook in semantical and logical analysis and the philosophy of science. Oslo University 1982 New Eds. 1983, 1985. (216 pages)
- Empirisme og byråkrati Hovedtendenser i norsk samfunnsforskning i 60-årene. Yearbook of Sociology pp 11–34. [Sosiologisk Årbok 2000.1] ISSN 0808-288X.

### Über Priddy
- Kevin R. D. Shepherd: Investigating the Sai Baba movement. A clarification of misrepresented saints and opportunism. Citizen Initiative, Dorchester 2005, ISBN 0-9525089-3-1 (Erörtert seine kritischen Veröffentlichungen über Sathya Sai Baba).